# خرابة آل أسعد (القطن)
'

تعديل مصدري - تعديل

خرابة ال اسعد هي إحدى قرى عزلة القطن بمديرية القطن التابعة لمحافظة حضرموت، بلغ تعداد سكانها 751 نسمة حسب تعداد اليمن لعام 2004.